# Million Dollar Quartet

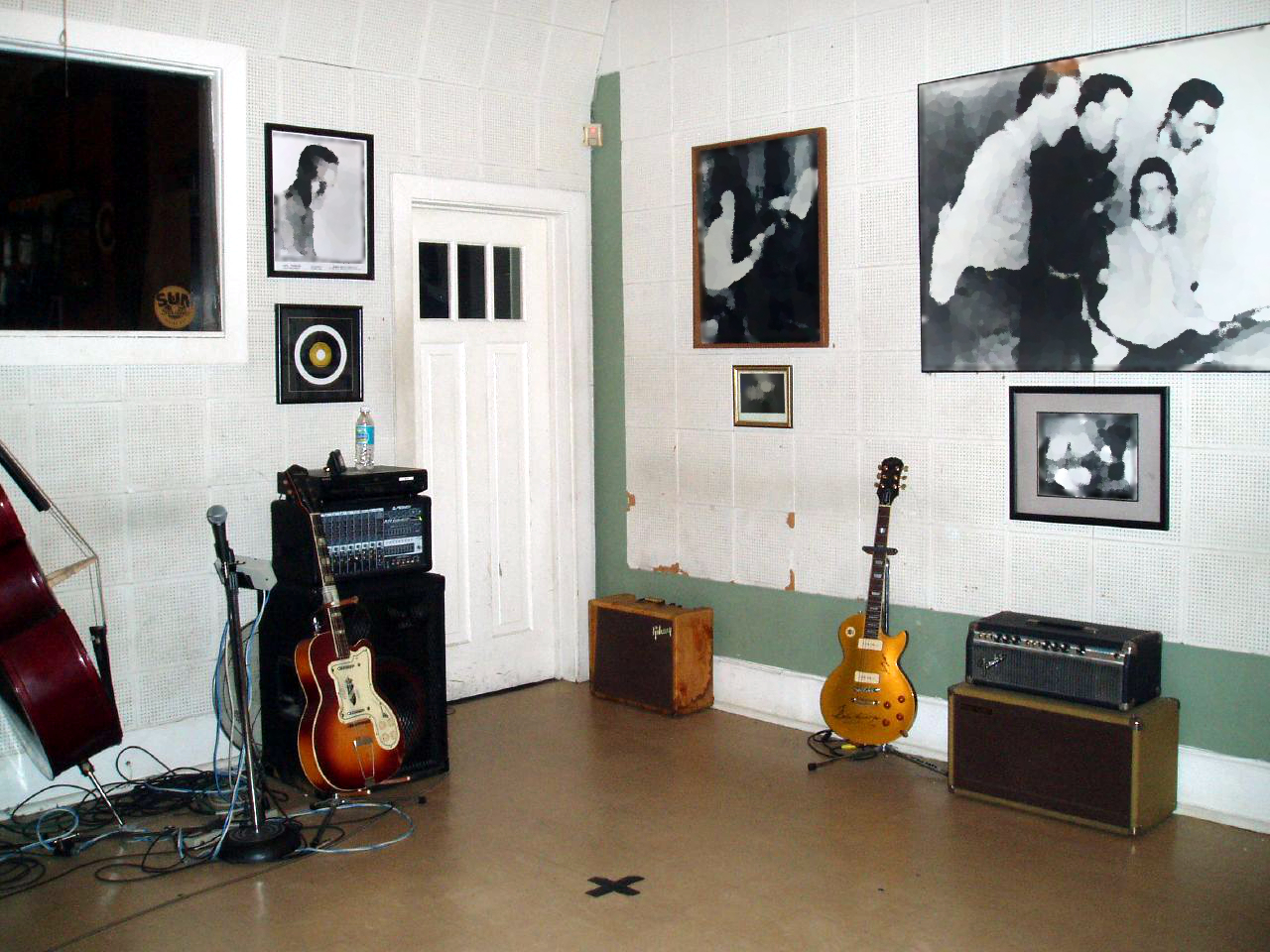
Imagen de los cuatro músicos arriba a la derecha

Million Dollar Quartet (o el Cuarteto del millón de dólares en español) es el nombre que reciben las grabaciones hechas el martes 4 de diciembre de 1956, en el Sun Record Studios de Memphis, Tennessee. Las grabaciones fueron impromptu en jam session entre Elvis Presley, Jerry Lee Lewis, Carl Perkins y Johnny Cash. Fue, seguramente, el primer supergrupo de la historia de la música.

## Sesión de grabación
La jam session parece haber ocurrido por casualidad. Carl Perkins, que por aquel entonces triunfaba con su canción Blue Suede Shoes, había entrado en los estudios ese día, acompañado por sus hermanos Clayton y Jay y por el batería W. S. Holland, con el objetivo de adelantar su nuevo trabajo, incluyendo una nueva versión de una vieja canción de blues, Matchbox. Sam Phillips, propietario de Sun Records, que trataba de engordar el número escaso de músicos rockabilly que tenía, había traído a su última adquisición, el extraordinario cantante y pianista Jerry Lee Lewis, aún desconocido fuera de Memphis, para tocar el piano en la sesión de Perkins.
En algún momento de la tarde, Elvis Presley, que estuvo en Sun, pero ahora estaba en la RCA, pasó a hacer una visita informal acompañado de una amiga, Marilyn Evans. Elvis era, en ese momento, el nombre más grande en el mundo del espectáculo, alcanzó la cima de las listas de singles en cinco ocasiones, y encabezó las listas de ventas dos veces en los últimos 12 meses. También, no hacía ni cuatro meses que había aparecido en el show de Ed Sullivan, con un inaudito 82,6% de la audiencia televisiva, que se estima en 55 millones, el más grande de la historia hasta ese momento.
Tras charlar con Philips en la sala de control, Presley escuchó la reproducción de la sesión de Perkins. Así que, le gustó lo que escuchaba, y salió al estudio donde comenzó la jam session. En algún momento de la sesión, el artista Johnny Cash, que había disfrutado recientemente algunos éxitos en las listas de country, apareció (más tarde Cash escribió en su autobiografía que había sido el primero en llegar a la Sun Studio aquel día, queriendo escuchar la sesión de grabación de Perkins). "Cowboy" Jack Clement recuerda ese día diciéndose a sí mismo "Creo que sería negligente no grabar esto" y así lo hizo y el resto es historia. Después de tocar una serie de canciones, Elvis y su novia Evans salieron de allí de la forma en la que Jerry Lee tocaba el piano. Cash, dijo que: "nadie quiso seguir a Jerry Lee, ni siquiera Elvis".
Durante la sesión de Phillips vio la oportunidad para dar un poco de publicidad a tal evento y llamó a un periódico local, el Memphis Press-Scimitar. Bob Johnson, editor del periódico, se acercó a los estudios acompañado por un representante de UPI llamado Leo Soroca y un fotógrafo.
Al día siguiente, un artículo, escrito por Johnson sobre la sesión, se publicó en el Memphis Press-Scimitar bajo el título de "Million Dollar Quartet". El artículo contenía la famosa fotografía de Presley sentado al piano rodeado de Lewis, Perkins y Cash (la versión no recortada de la foto también incluye a Evans, que aparece sentada sobre el piano). Esta foto demuestra que Cash estaba allí, pero el audio no aporta pruebas sustanciales de que se uniera a la sesión.

## Reuniones posteriores
- The Survivors Live - de 1982 es un álbum en directo de Johnny Cash, Jerry Lee Lewis, y Carl Perkins durante el tour por Europa de 1981 de Johnny Cash.
- Class of '55 - de 1986 fue una reunión de los miembros aún vivos del "Million Dollar Quartet", en parte en tributo a Elvis, en el que incluyeron a un nuevo alumno de Sun Records, Roy Orbison, además fue grabado en el edificio original de Memphis Recording Service.
- Interviews from the Class of '55 Recording Sessions - es una álbum de entrevistas hechas durante la grabación de Class of '55, que ganó el Grammy al Best Spoken Word Album (mejor álbum hablado) en 1987.

## El Musical
El musical Million Dollar Quartet, escrito por Floyd Mutrux y Colin Escott, representa la sesión de grabación del Million Dollar Quartet.
Se estrenó en el Florida's Seaside Music Theatre, y tras el éxito fue puesto en escena en el Village Theatre de Issaquah (Washington) en 2007, rompiendo récords de taquilla. El musical también se estrenó de pase limitado en el Goodman Theatre de Chicago el 27 de septiembre de 2008. Mutrux codirigió la producción de Chicago con Eric D. Schaeffer, del Signature Theatre de Virginia. El espectáculo se trasladó al Teatro Apolo de Chicago donde se estrenó el 31 de octubre de 2008.
La producción de Broadway se estrenó en el Nederlander Theatre el 11 de abril de 2010. La producción de Broadway acabó el 12 de junio de 2011 después de 489 presentaciones.

## Canciones, autores y duración
Playlist:
1. "Instrumental" (desconocido) - 1:44
2. "Love Me Tender - Instrumental" (Presley/Matson) - 1:02
3. "Jingle Bells - Instrumental" (James Lord Pierpont) – 1:57
4. "White Christmas - Instrumental" (Berlin) - 2:05
5. "Reconsider Baby" (Fulsom) - 2:45
6. "Don't Be Cruel" (Presley/Blackwell) - 2:20
7. "Don't Be Cruel" (Presley/Blackwell) - 2:20
8. "Paralyzed" (Presley/Blackwell) - 3:00
9. "Don't Be Cruel" (Presley/Blackwell) - 0:36
10. "There's No Place Like Home" (Payne/Bishop) - 3:36
11. "When The Saints Go Marchin´ In" (Tradicional) - 2:18
12. "Softly And Tenderly" (Tradicional) - 2:42
13. "When God Dips His Love In My Heart" (Tradicional) - 0:23
14. "Just A Little Talk With Jesus" (Derricks) - 4:09
15. "Jesus Walked That Lonesome Valley" (Tradicional) - 3:28
16. "I Shall Not Be Moved" (Tradicional) - 3:49
17. "Peace in the Valley" (Dorsey) - 1:33
18. "Down by The Riverside" (Tradicional) - 2:26
19. "I'm With A Crowd But So Alone" (Tubb/Story) - 1:16
20. "Farther Along" (Fletcher/Baxter) - 2:08
21. "Blessed Jesus (Hold My Hand)" (Tradicional) - 1:26
22. "On The Jericho Road" (Tradicional) - 0:52
23. "I Just Can't Make It By Myself" (Brewster) - 1:04
24. "Little Cabin Home On The Hill" (Bill Monroe/Lester Flatt) - 0:46
25. "Summertime Is Past And Gone" (Monroe) - 0:14
26. "I Hear A Sweet Voice Calling" (Monroe) - 0:36
27. "Sweetheart You Done Me Wrong" (Monroe) - 0:28
28. "Keeper Of The Key (Carl Lead)" (Stewart/Howard/Devine/Guynes) - 2:08
29. "Crazy Arms" (Mooney/Seals) - 0:17
30. "Don't Forbid Me" (Singleton) - 1:19
31. "Too Much Monkey Business" (Berry) - 0:05
32. "Brown Eyed Handsome Man" (Berry) - 1:14
33. "Out Of Sight, Out Of Mind" (Hunter/Otis) - 0:37
34. "Brown Eyed Handsome Man" (Berry) - 1:53
35. "Don't Forbid Me" (Singleton) - 0:50
36. "You Belong To My Heart" (Gilbert/Lara) - 1:10
37. "Is It So Strange" (Young) - 1:21
38. "That's When Your Heartaches Begin" (Hill/Fisher/Raskin) - 4:58
39. "Brown Eyed Handsome Man" (Berry) - 0:17
40. "Rip It Up" (Blackwell/Marascalco) - 0:23
41. "I'm Gonna Bid My Blues Goodbye" (Snow) - 0:55
42. "Crazy Arms" (Mooney/Seals) - 3:36
43. "That's My Desire" (Loveday/Kresa) - 2:02
44. "End of the Road" (Lewis) - 1:44
45. "Black Bottom Stomp" (Morton) - 1:11
46. "You’re The Only Star In My Blue Heaven" (Autry) - 1:12
47. Elvis Says Goodbye - 0:40